# Zuidelijke grijswangtrappist
De zuidelijke grijswangtrappist (Nonnula ruficapilla) is een vogel uit de familie Bucconidae (baardkoekoeken).

## Verspreiding en leefgebied
Deze soort komt voor in het westelijk en zuidelijk Amazonebekken en telt vier ondersoorten:
- N. r. rufipectus: noordoostelijk Peru.
- N. r. ruficapilla: oostelijk Peru en westelijk Brazilië.
- N. r. inundata: oostelijk Brazilië.
- N. r. nattereri: het noordelijke deel van Centraal-en zuidwestelijk Brazilië en noordelijk Bolivia.